# Wake Goi
Wake Goi, né le 6 octobre 1968, est un homme politique papou-néo-guinéen.

## Biographie
Diplômé en 1990 d'une école chrétienne d'infirmerie à Mount Hagen, il travaille pour une organisation caritative évangéliste de soins de santé, dont il devient secrétaire-général. À partir de 2009 il est directeur d'une entreprise privée de construction immobilière et de plomberie.
Il entre au Parlement national comme député de la circonscription de Jimi (dans les Hautes-Terres) aux élections législatives de 2007, avec l'étiquette du Parti de la Papouasie-Nouvelle-Guinée. Il perd son siège de député en 2012 mais le retrouve en 2017, cette fois avec l'étiquette du parti Congrès national populaire. Il quitte ce parti en cours de législature pour devenir membre du Parti populaire, et est nommé en juin 2019 ministre du Développement des Communautés locales, ministre de la Jeunesse et ministre des Cultes dans le gouvernement de James Marape.
Désormais membre du Parti populaire, il conserve son siège de député aux élections de 2022 mais n'est pas reconduit au gouvernement. 